# First Division (Malta) 1930/31
Die First Division 1930/31 war die 20. Spielzeit in der Geschichte der höchsten maltesischen Fußballliga. Meister wurde zum zehnten Mal der FC Floriana.

## Vereine
Im Vergleich zur Vorsaison verzichteten Sliema Rangers, FC St. George’s und FC Cottonera auf eine Teilnahme. Der FC Floriana nahm nach einem Jahr Pause wieder teil, Ħamrun Spartans nach fünf Jahren Unterbrechung.

## Modus
Die Saison wurde mit Hin- und Rückspielen ausgetragen. Für einen Sieg gab es zwei Punkte, für ein Unentschieden einen und für eine Niederlage keinen Punkt. Bei Punktgleichheit wurde um die Meisterschaft ein Entscheidungsspiel ausgetragen.

## Abschlusstabelle
| Pl. | Verein               | Sp. | S | U | N | Tore    | Quote | Punkte |
| --- | -------------------- | --- | - | - | - | ------- | ----- | ------ |
| 1.  | FC Floriana (N)      | 6   | 6 | 0 | 0 | 013:100 | 13,00 | 12:0   |
| 2.  | Sliema Wanderers (M) | 6   | 2 | 2 | 2 | 010:900 | 1,11  | 06:60  |
| 3.  | Valletta United      | 6   | 1 | 2 | 3 | 008:110 | 0,73  | 04:80  |
| 4.  | Ħamrun Spartans (N)  | 6   | 0 | 2 | 4 | 005:150 | 0,33  | 02:10  |

Platzierungskriterien: 1. Punkte – 2. Torquotient
| Zum Saisonende 1930/31:                   |                                             |
| Maltesischer Meister 1930/31: FC Floriana |                                             |
|                                           |                                             |
| Zum Saisonende 1929/30:                   |                                             |
| (M)                                       | Amtierender Meister: Sliema Wanderers       |
| (N)                                       | Neuaufsteiger: FC Floriana, Ħamrun Spartans |

## Kreuztabelle
| 1930/31          | FC Floriana | Sliema Wanderers | VUN | ĦAM |
| ---------------- | ----------- | ---------------- | --- | --- |
| FC Floriana      |             | 1:0              | 2:1 | 2:0 |
| Sliema Wanderers | 0:2         |                  | 1:1 | 2:2 |
| Valletta United  | 0:3         | 2:3              |     | 3:1 |
| Ħamrun Spartans  | 0:3         | 1:4              | 1:1 |     |